# Het Bildt

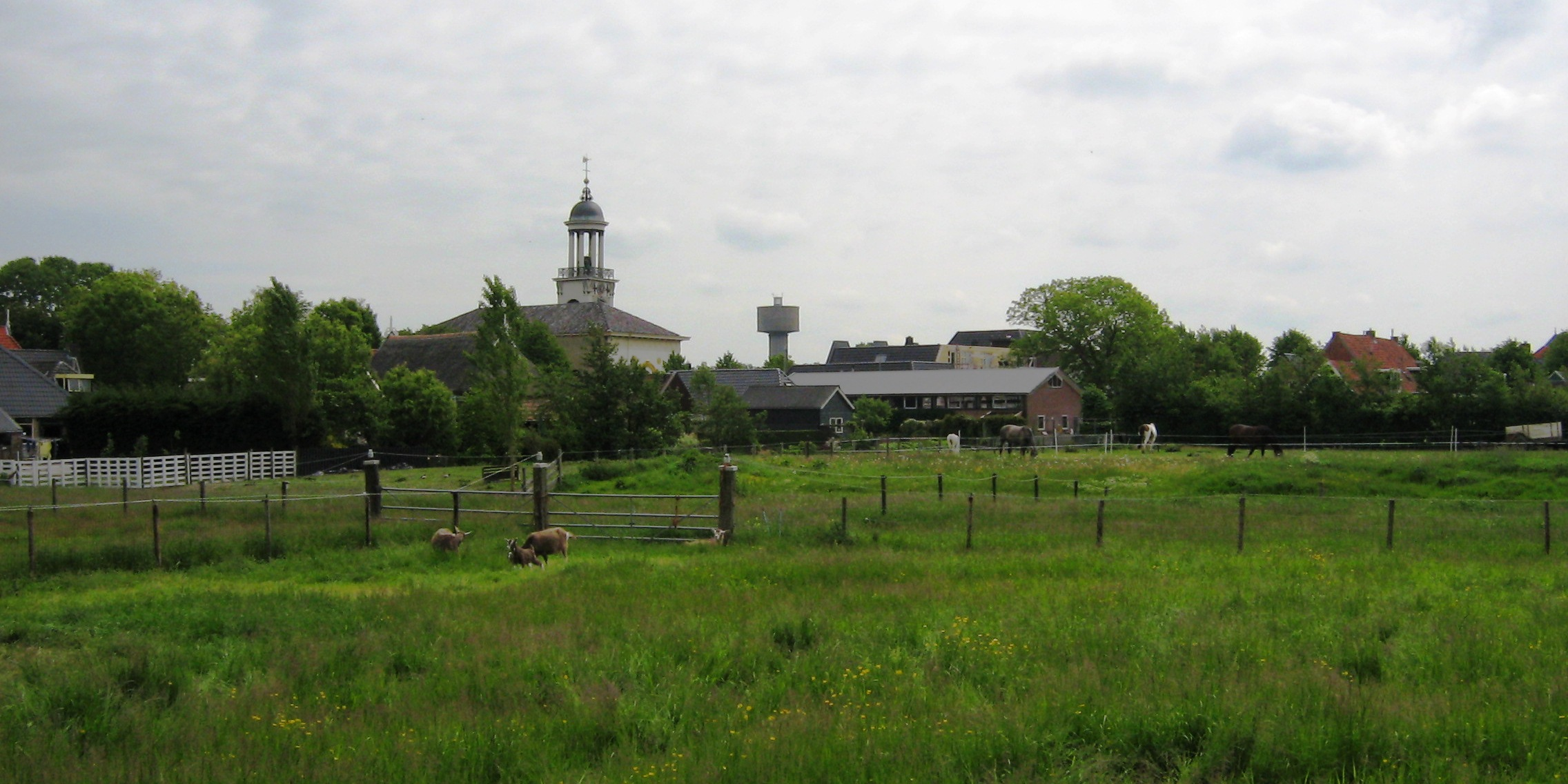
Utsikt över Sint Jacobiparochie.

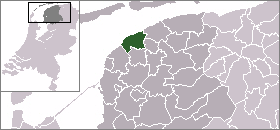
HetBildts läge

Het Bildt (fy. It Bilt) är en historisk kommun i provinsen Friesland i Nederländerna. Kommunens totala area är 116,51 km² (där 24,23 km² är vatten) och invånarantalet är på 10 933 invånare (2008) .